# Триолет
Триоле́т (фр. triolet) — стихотворение (твёрдая форма) из восьми строк на две рифмы, при этом первый стих в обязательном порядке повторяется в четвёртой и седьмой, а второй стих — в завершающей строке. В результате образуются рифменные схемы ABaA abAB или же ABbA baAB (заглавными буквами обозначены повторяющиеся строки). Наиболее обычным стихотворным размером для триолета является четырёхстопный ямб.
Считается, что триолет возник во Франции в Средние века. В России первые опыты в этой форме принадлежали, на рубеже XVIII—XIX веков, Анне Буниной и Николаю Карамзину. Затем традиция русского триолета была основательно забыта (хотя триолет и встречается эпизодически — например, у Алексея Кольцова, 1830) и возродилась в модернистскую эпоху у таких авторов, как Константин Фофанов, Константин Бальмонт, Валерий Брюсов, Игорь Северянин, Анна Радлова. Целые сборники триолетов были написаны Фёдором Сологубом, Иосифом Каллиниковым, и Иваном Рукавишниковым. Между 1915 и 1918 годами вышли в свет три сборника Иосифа Каллиникова, содержащие не только отдельные триолеты, но также и поэмы в триолетах. Поэт-символист Иван Рукавишников стал автором двух книг триолетов и статей о твердых строфических формах в «Литературной энциклопедии» 1925 года.
Несмотря на неоспоримую оригинальность идеи, «упорное повторенье» мешает развитию сюжета, затормаживает действие. Чтобы каким-то образом оживить повествование, автору приходится использовать неполные повторы стихов, что само по себе является отклонением от канона и вызывает сомнения в необходимости избранной стихотворной формы. Привычной формой триолета была и остается наиболее подходящая для него одиночная строфа, строфа-произведение, содержащая в себе кратко сформулированную мысль, основным носителем которой являются первая и вторая строки (они же заключительные). Поистине ошеломляющую популярность триолет приобрел в русской поэзии начала 20-го века. Поэты Серебряного века в корне изменили отношение к стихотворной форме, переставшей после них быть внешним, случайным и малосущественным элементом поэтического творчества. По достоинству оценили они, в частности, и эстетические возможности триолета.Marina Leuschel — Из истории триолета
В современной поэзии триолет встречается у отдельных авторов, склонных к стилизации.

## Примеры русских триолетов
«Лизета чудо в белом свете»,

Вздохнув, я сам себе сказал:

«Красой подобных нет Лизете;

Лизета чудо в белом свете;

Умом зрела в весеннем цвете».

Когда же злость её узнал…

«Лизета чудо в белом свете»,

Вздохнув, я сам себе сказал.

ABaAabAB

Николай Карамзин

ТРИОЛЕТ НАТАШЕ
Ах! должно, должно быть бездушным,

Чтобы Наташу не любить!

Чтоб, зря её, — быть равнодушным,

Ах! должно, должно быть бездушным!

Я сердцу вечно был послушным,

Так как же мне не говорить:

«Ах! должно, должно быть бездушным,

Чтобы Наташу не любить!»

ABaAabAB

Кондратий Рылеев, 1817 или 1818

Твой лик загадочный и нежный

Как отраженье в глубине,

Склонился медленно ко мне.

Твой лик загадочный и нежный

Возник в моем тревожном сне.

Встречаю призрак неизбежный:

Твой лик, загадочный и нежный,

Как отраженье в глубине.

ABbAbaAB

Валерий Брюсов

Сказал в душе своей: Поэт

И верь ему в делах и слове.

В кругу житейских благ и бед.

Сказал в душе своей: Поэт

И вот твой храм. И вот твой свет.

Во всех сомненьях наготове.

Сказал в душе своей: Поэт

И верь ему в делах и слове.

ABaAabAB

Иван Рукавишников («Триолеты. Книга Вторая», 1922)

Какая сладкая отрава

Легко звенящий триолет!

Его изящная оправа,

Какая сладкая отрава

И вечно детская забава,

Когда владеет ей поэт.

Какая сладкая отрава

Легко звенящий триолет.

ABaAabAB

Иосиф Каллиников («Иосиф Каллиников. Триолет», 1915)

Я не люблю мороз и снег!

Глотая жаркий, южный кофий

Смотрю с тоскою, как Прокопий

Сгребает с горки жуткий снег…

Но в час ленивый пряных нег

Когда мечты туманит опий,

Сравняв с шербетом белый снег,

Хочу я снега в чёрный кофий!

гр. Нина Подгоричани («Сибири. Триолеты», 1919)

Не страшно жить, не трудно умереть,

но боязно безумствовать напрасно,

когда душа готовится прозреть.

Не страшно жить, не трудно умереть,

когда судьба отчетлива на треть,

а зоркость иллюзорная прекрасна.

Не страшно жить, не трудно умереть,

но боязно безумствовать напрасно.

ABaAabAB

Нина Самойлович, 1979

Как упоительны в России вечера!..

Любовь, шампанское, закаты, переулки.

Ах, лето красное! Забавы и прогулки,

Как упоительны в России вечера.

Балы. Красавицы. Пролётки. Нумера.

И вальсы Шуберта, и хруст французской булки,

Любовь, шампанское, закаты, переулки,

Как упоительны в России вечера!..

ABbAabBA

Виктор Пеленягрэ

1. «Всё куплю», – сказало злато!  «Всё возьму, – сказал булат, –  Недалёк уж твой закат,  Всё ли куплено за злато?  Слава ль русского солдата?  Лучший в мире ль автомат?  Всё ли куплено за злато?!»  «Всё возьму!» – сказал булат.

Аскольд Лозевский "Триолет Грядущему"